# Museo Internacional del Manga de Kioto
El Museo Internacional del Manga de Kioto (京都国際マンガミュージアム Kyōto Kokusai Manga Myūjiamu?) está localizado en Nakagyō-ku (Kioto, Japón). El museo fue abierto el 25 de noviembre de 2006, albergando una colección de 300.000 artículos (2011) que incluyen curiosidades como revistas de la era Meiji y libros de alquiler de la época de posguerra. El museo es un consorcio público-privado de la Universidad Seika de Kioto y de la ciudad de Kioto, en tanto que la ciudad proporcionó el edificio y los terrenos mientras que la universidad opera las instalaciones, bajo la supervisión de un comité conjunto. El edificio que alberga las instalaciones era el mismo que ocupó la antigua Escuela de Primaria "Tatsuike" hasta 1995.
Ha sido condecorado con el "Premio Especial" en la vigésima entrega del Premio Cultural Tezuka Osamu por sus 10 años de contribución a la cultura del manga.

## Información general
El museo está abierto desde las 10:00 a. m. hasta las 6:00 p. m., aunque los visitantes pueden entrar en las instalaciones hasta las 5:30 p. m. Está abierto diariamente excepto los miércoles (en caso de que coincida ese miércoles con un día festivo, el día de cierre se movería a jueves). Se cierra al final del año y permanece cerrado hasta después de las vacaciones del Año Nuevo. El precio de la entrada es de 800 yenes para los adultos, 300 yenes para estudiantes de secundaria, y 100 yenes para los estudiantes de primaria y visitantes más jóvenes. Las exposiciones en el museo de carácter especial pueden llevar a cargos adicionales al precio de la entrada.

### Exposiciones
El museo se encuentra dividido en múltiples zonas públicas como la zona de Galería, la zona de estudio y la zona de las colecciones. También existen otras zonas dedicadas a exposiciones de carácter permanente y especial, la Sala de la Historia de Tatsuike, la Tienda del museo y una cafetería (kissaten). Los 200 metros de estanterías contienen un total de 50.000 volúmenes de distintos "mangas" en el llamado Muro de los Mangas, que contiene publicaciones desde 1970 hasta 2005. La colección del museo posee numerosos objetos y artículos de interés histórico; Entre los artículos más destacados de la colección del museo se incluye el "Japan Punch" publicado por el inglés Charles Wirgman en Yokohama, que se desarrolla entre el segundo año Bunkyū (1862 en la datación japonesa) y el vigésimo año de la Era Meiji (1887).

### Acceso
Se puede llegar a través de ferrocarril y autobús: La estación de ferrocarril más cercana es la de Karasuma Oike, donde se unen las líneas Karasuma y Tōzai del Metro Municipal de Kioto.